# Los Masos
Los Masos (în catalană Els Masos) este o comună în departamentul Pyrénées-Orientales din sudul Franței. În 2009 avea o populație de 744 de locuitori.

## Evoluția populației
| An        | 1975 | 1982 | 1990 | 1999 | 2006 | 2009 |
| --------- | ---- | ---- | ---- | ---- | ---- | ---- |
| Populație | 299  | 414  | 515  | 562  | 641  | 744  |